# 太田川站
太田川站（日语：／ Ootagawa eki */?）是位於愛知縣東海市大田町後田，名古屋鐵道（名鐵）的車站。車站編號為TA09。
此站為常滑線與河和線的分支站。在2003年（平成15年）3月至2011年（平成23年）12月之間，此站與前後的路線進行高架化工程。在2011年（平成23年）12月17日，3層高的高架車站完成。部分μ-SKY以及特急列車均停此站。

## 歷史

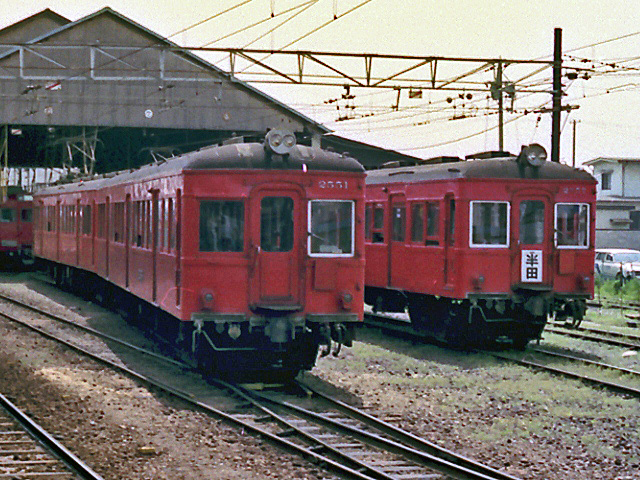
太田川檢車區（1982年）

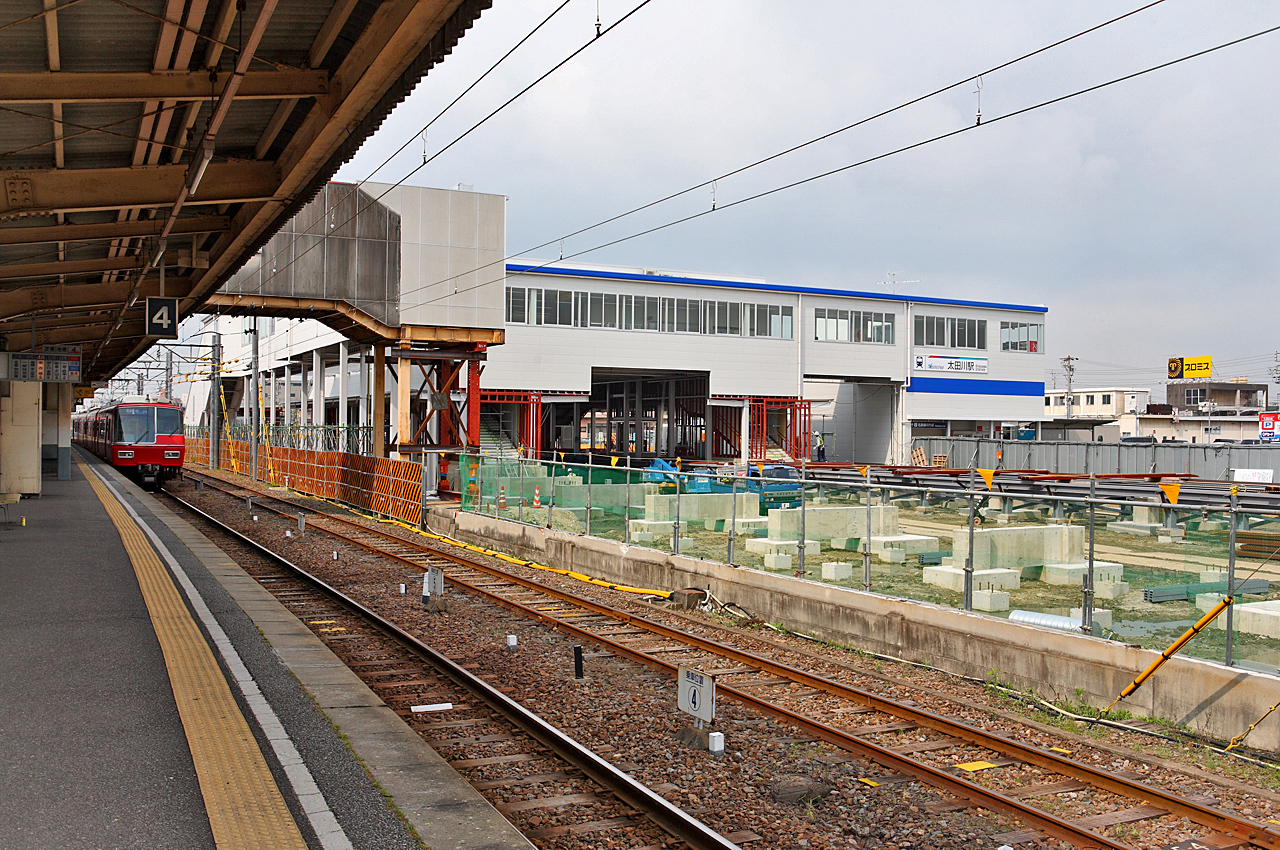
臨時車站建設時（2008年7月）

- 1912年（明治45年）2月18日 - 愛知電氣鐵道（日语：愛知電気鉄道）傳馬町至大野町之間開通，此站啟用，當時名為大田川站[1]。
- 1922年（大正11年）
  - 6月25日 - 太田川車廠竣工[2]。
  - 7月26日 - 車站向尾張橫須賀遷移0.3英里[3]。
- 1924年（大正13年） - 車站重建。新的車站大樓的外形為寶塔[4]。
- 1930年（昭和5年）〜1931年（昭和6年） - 車站改名為太田川站。
- 1931年（昭和6年）4月1日 - 知多鉄道（日语：知多鉄道）開業，此站成為轉乘站。
- 1935年（昭和10年）8月1日 - 愛知電氣鐵道與名岐鐵道合併，成為名古屋鐵道。
- 1943年（昭和18年）2月1日 - 知多鐵道合併至名古屋鐵道。
- 1948年（昭和23年）8月27日 - 太田川車廠發生火災，使5輛客車，13輛貨車燒毀[5]。
- 1971年（昭和46年）3月29日 - 新設西出口[6]。
- 1982年（昭和57年）3月21日 - 取消在日間多數特急班次。而早上設有1班往新名古屋站的列車特別通過此站。
- 1985年（昭和60年） - 新設跨線橋，檢車區關閉，車站內平交道廢止。
- 1986年（昭和61年）10月1日 - 車站大樓重建[7]（寶塔部分保留[4]）。
- 1999年（平成11年）5月10日 - 實施時間表修正，沒有特急在此站特別通過（此外，在此站通過的列車於2005年1月29日時間表修後再度設有，快速特急（現時為μ-SKY）通過此站）。
- 2006年（平成18年）4月1日 - 名鐵太田川站旅行中心關閉和廢止。
- 2007年（平成19年）6月下旬 - 開始高架化工程。
- 2008年（平成20年）
  - 4月26日 - 臨時車站大樓開始臨時使用。西出口的巴士總站遷移。
  - 11月23日 - 設置臨時路軌和月台，以及臨時車站大樓全面啟用[8]。
- 2011年（平成23年）
  - 2月11日 - 車站可以使用「manaca」IC卡。
  - 12月17日 - 新車站大樓與新高架本線落成並開始使用[9]。
- 2012年（平成24年）2月29日 - 車站不可使用交通儲值卡「Trans Pass（日语：トランパス (交通プリペイドカード)）」。
- 2013年（平成25年）10月1日 - 位於南閘口旁的Familymart Estacio（日语：サンコス）太田川店開業。

## 車站構造
此站為名鐵第一個3層構造的高架車站，第1層為車站大堂，第2、3層為月台。第1層設有自動售賣機、閘口、車站事務所、多用途廁所、商店。第2層為1至4號月台（2面4線的島式月台），第3層為5、6號月台（1面2線的島式月台），共設有3面6線的月台。第2層月台和第3層月台之間設有夾層（中3層），以連接各月台。
各月台之間設有可供輪椅用的升級機和電梯。在第2層的3、4號月台（常滑線 金山、名古屋方向）與第3層5、6號月台（河和線 金山、名古屋方向）設有直達升級機。在中3層設有升降機和樓梯，沒有電梯。
在月台顯示牌中，會以全彩顯示類別。在自動廣播會以類別、目的地和停車站順序廣播。此外，在停止目標位置中，會以6+2或4+2書寫。
在車站東側設有站前廣場，於2012年（平成24年）3月落成。巴士站由同月20日由臨時車站西出口附近移動至車站東邊。
在車站高架化前，河和線的上下行線會與常滑線下行線交錯，使不能高速通過。在使用臨時路軌時，新路軌使用了高速轉轍器，使μ-SKY可於站以最高速度120 km/h通過。
在高架化後，車站南邊（常滑線一邊）還存有2條留置線。
| 層 | 月台 | 路線   | 上下行 | 方向                 | 備註                   |
| -- | ---- | ------ | ------ | -------------------- | ---------------------- |
| 2  | 1    | 常滑線 | 下行   | 中部國際機場方向     | 待避線                 |
| 2  | 1    | 河和線 | -      | 河和、内海方向       |                        |
| 2  | 2    | 常滑線 | 下行   | 中部國際機場方向     |                        |
| 2  | 2    | 河和線 | -      | 河和、内海方向       | 待避線                 |
| 2  | 3    | 常滑線 | 上行   | 金山、名鐵名古屋方向 | 從常滑方向的列車使用   |
| 2  | 4    | 常滑線 | 上行   | 金山、名鐵名古屋方向 | 從常滑方向列車的待避線 |
| 3  | 5    | 河和線 | 上行   | 金山、名鐵名古屋方向 | 從河和線列車的待避線   |
| 3  | 6    | 河和線 | 上行   | 金山、名鐵名古屋方向 | 從河和線的列車使用     |

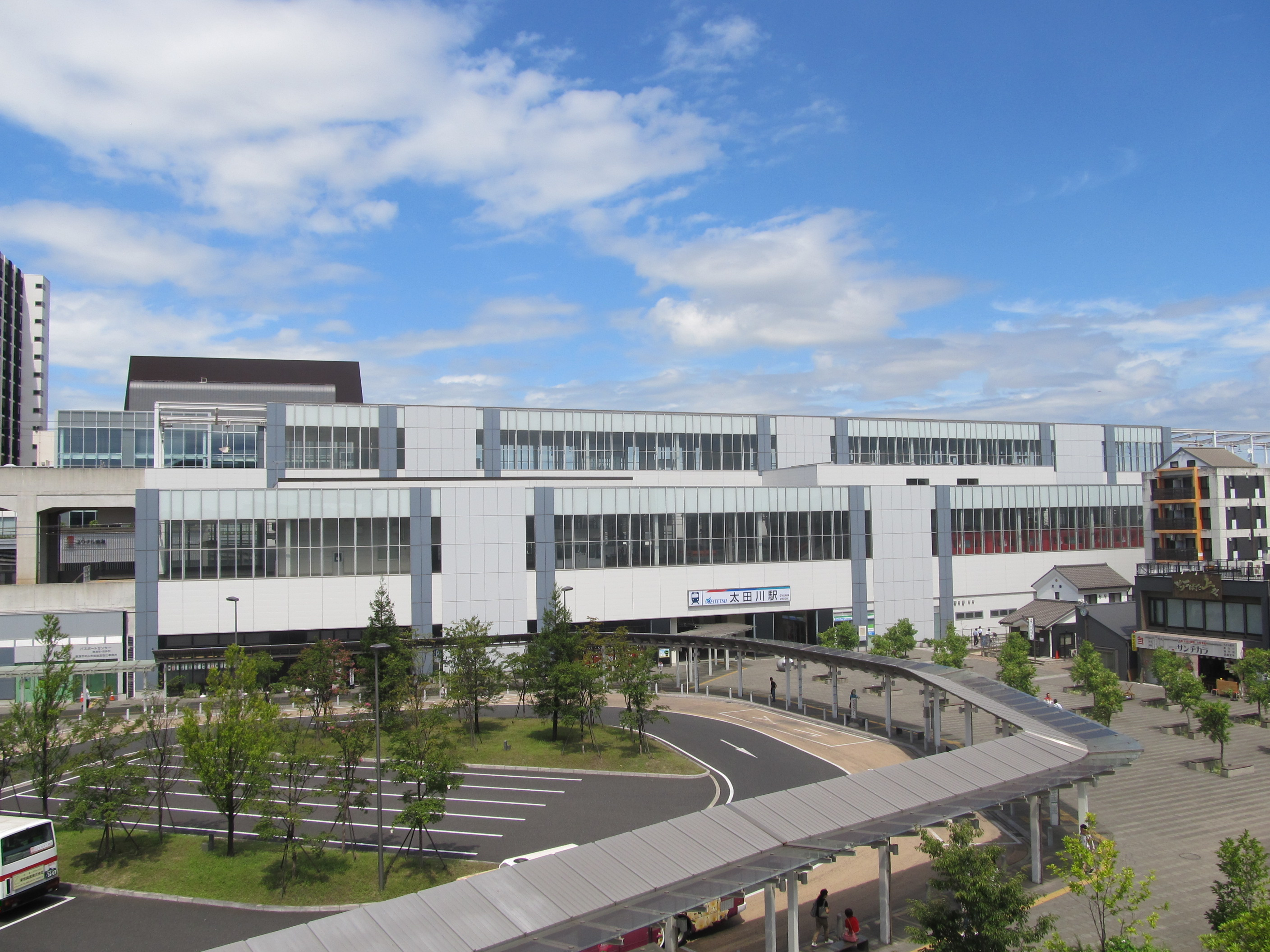
車站全景 （2017年8月）
中3層的連接通道 （2015年7月）
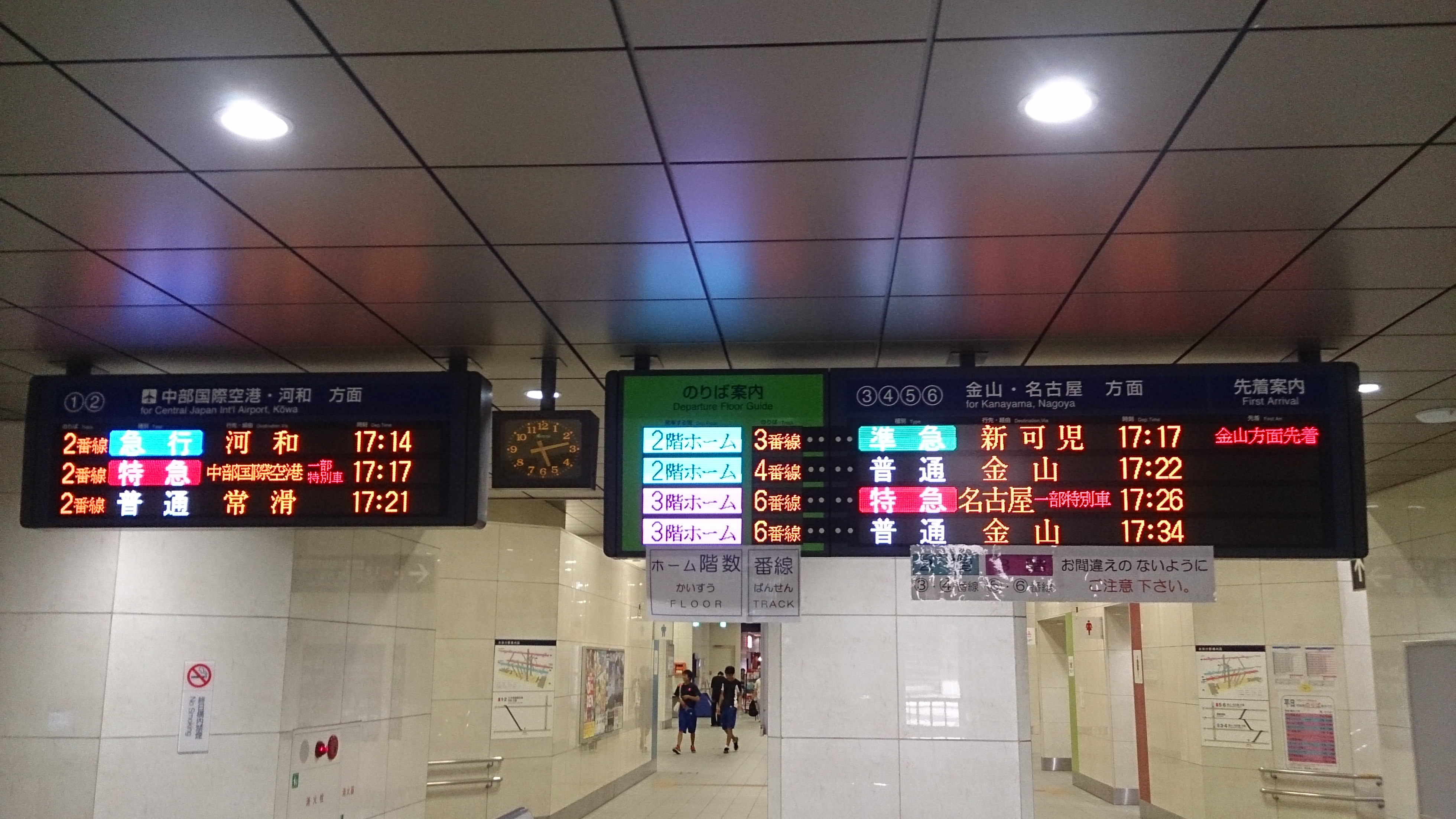
北出口月台顯示牌 （2015年7月）
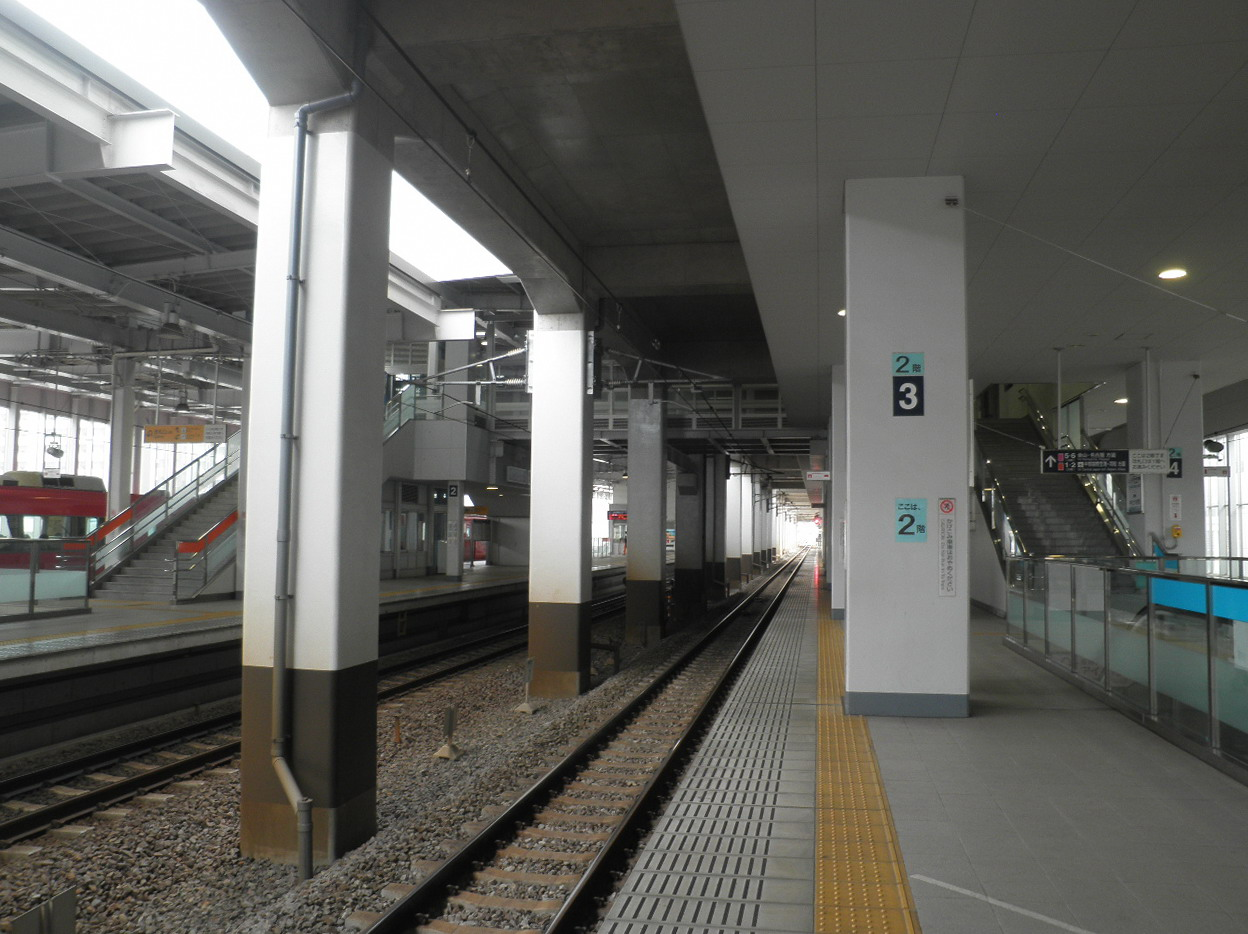
第2層月台 （2016年3月）
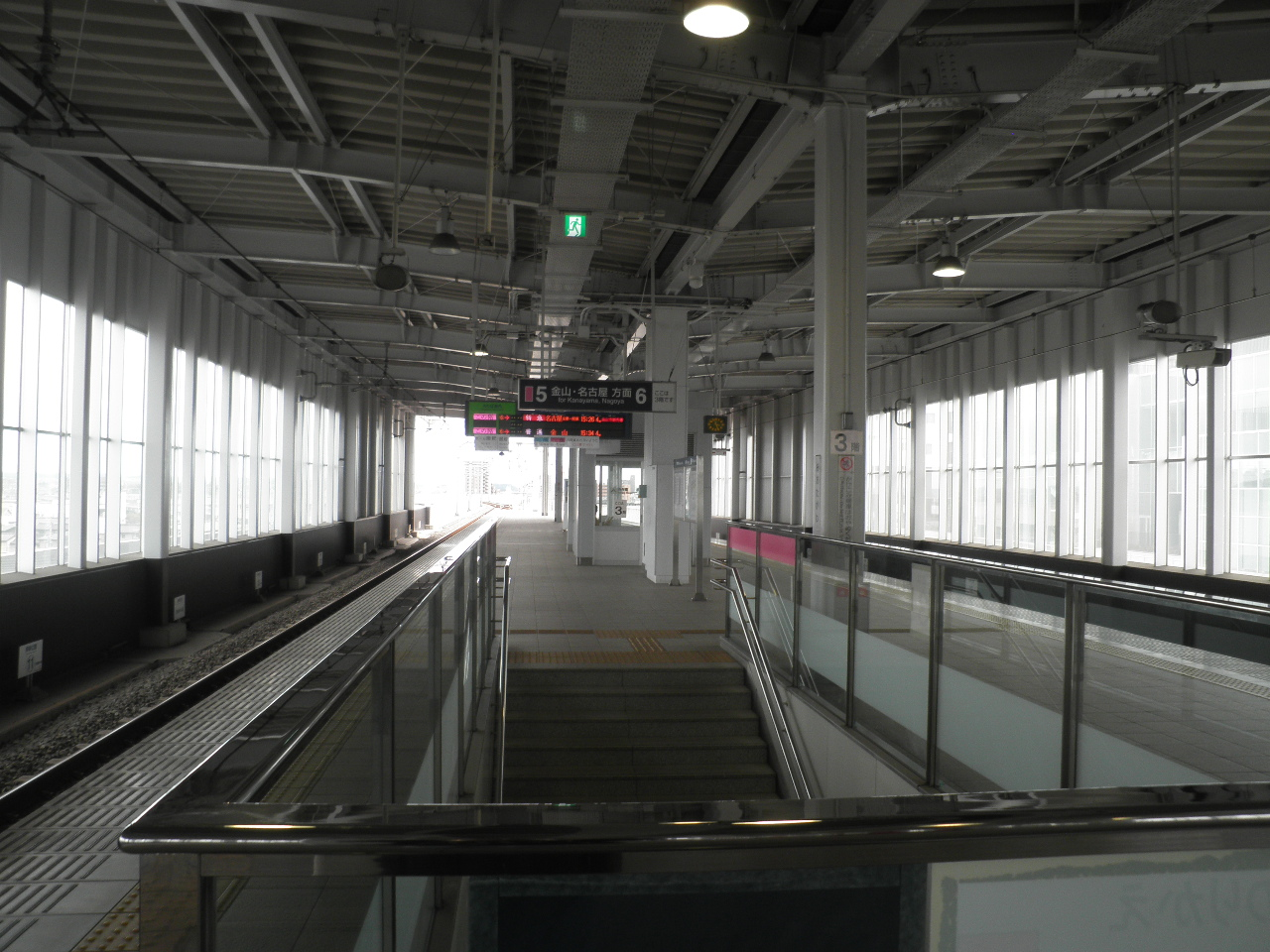
河和線上行専用的第3層月台 （2016年3月）

### 配線圖
|                                                       | ↑ 知多半田、河和、內海方向       |                           |
| ← 神宮前、 名古屋方向                                 | 名古屋鐵道 太田川站 站內配線略圖 | → 常滑、 中部國際機場方向 |
| 图例 参考文献： 以高架化工程資料（2006年1月發行）繪製 |                                  |                           |

### 地上車站時代 （2011年12月16日前）
當時車站設有2面4線的島式車站，以及跨站式站房。東出口舊車站大樓附近設有彌勒寺的寶塔，前車站大樓的外形也是模仿該塔。在1986年（昭和61年）在前車站大樓改裝時，舊車站大樓保留了寶塔部分。最後在高架化工程中於2009年（平成21年）2月20日拆毀。前車站大樓設有自動售票機、自動閘機、自動補票機等設備，以設有升降機。此外，河和線的上行列車由於配線關係會使用3號月台，而當河和線的普通列車與機場方面的優等類別進行轉乘時，4號月台的優等類別會先行出發。
隨著開展高架化工程，在2008年（平成20年）11月23日車站大樓和路軌遷移至臨時地點。在臨時車站大樓中，設有升降機連接各月台和西出口各1台。在閘口至橋上設有1台，出口與東、西口各設有1台。並設有LED式月台顯示牌和自動廣播。舊車站大樓是使用行燈式的方向顯示牌（在舊車站大樓關閉時，剩下新可兒站設有該設備，直至2019年3月20日還存在）。在臨時車站全面啟用時，與神宮前站一樣使用LED式月台顯示牌。此站的行式的方向顯示牌保留，並成為名鐵資料館展品，仍可實際操作。
臨時車站大樓於2012年（平成24年）2月完成使命並拆毀，在遺址建設了RASPA太田川、sorato太田川和Yuunaru東海等市區更新大廈。
| 月台 | 路線    | 上下行 | 方向                                         | 備註                       |
| ---- | ------- | ------ | -------------------------------------------- | -------------------------- |
| 1    | ■常滑線 | 下行   | 常滑方向                                     | 待避線                     |
| 1    | ■河和線 | -      | 知多半田、河和、內海方向                     | 待避線                     |
| 2    | ■常滑線 | 下行   | 常滑、中部國際機場方向                       |                            |
| 2    | ■河和線 | -      | 河和、內海方向                               |                            |
| 3    | ■常滑線 | 上行   | 神宮前、名古屋、岐阜、犬山・新可兒、津島方向 | 河和線所有列車使用此站月台 |
| 4    | ■常滑線 | 上行   | 神宮前・名古屋・岐阜・犬山方面               | 常滑方向列車的待避線       |

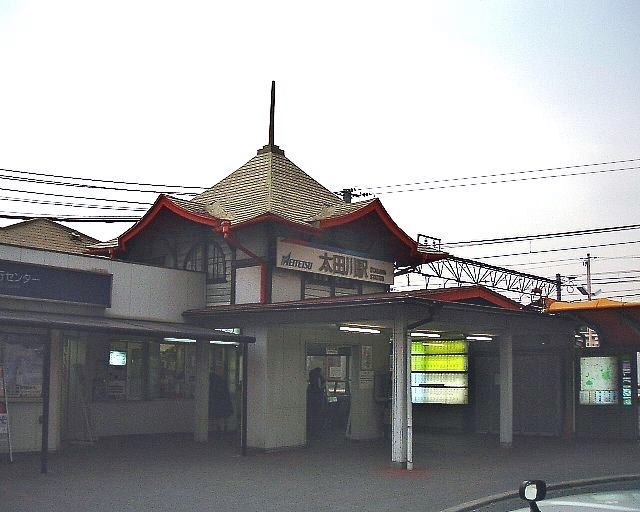
太田川站東口舊車站大樓 （2002年2月）
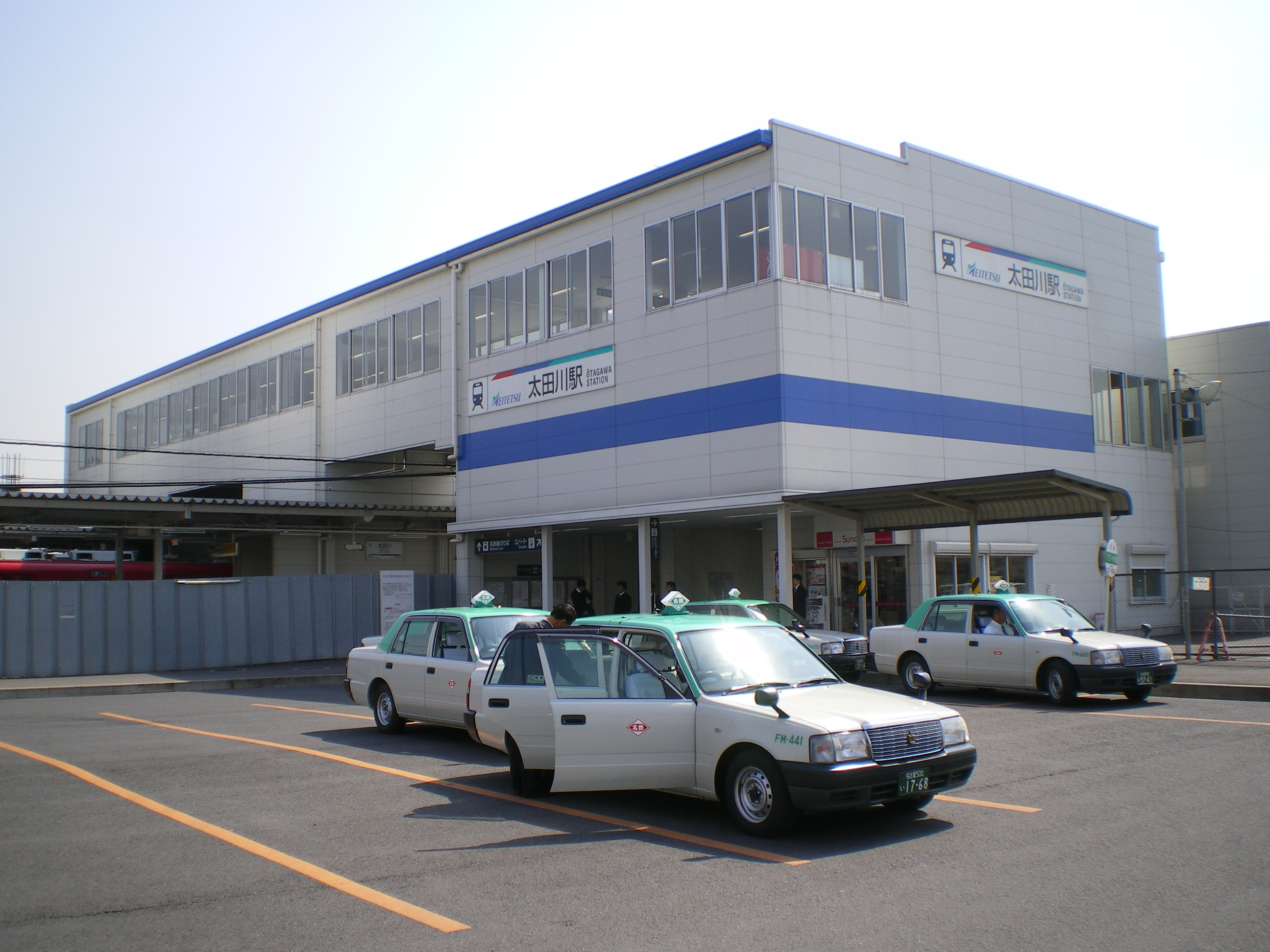
臨時車站大樓 （2010年3月）

|                         | ↑ 知多半田、河和方向                 |                     |
| ← 神宮前、 新名古屋方向 | 地上車站時代（1957年）的站內配線略圖 | → 大野町、 常滑方向 |
| 图例 参考文献：         |                                      |                     |

|                         | ↑ 知多半田、河和方向                 |                     |
| ← 神宮前、 新名古屋方向 | 地上車站時代（1993年）的站內配線略圖 | → 大野町、 常滑方向 |
| 图例 参考文献：         |                                      |                     |

|                       | ↑ 知多半田、河和、內海方向           |                           |
| ← 神宮前、 名古屋方向 | 臨時車站時代（2008年）的站內配線略圖 | → 常滑、 中部國際機場方向 |
| 图例 参考文献：       |                                      |                           |

### 高架化工程
此站高架化工程，是由愛知縣計劃，工程同時包括太田川站附近的連續交通立體化工程同時進行。此工程，使名鐵常滑線、河和線的太田川站附近約2.7公里區間（常滑線約2.0公里，河和線約0.7公里）變為高架化。由「不開放的平交道」的太田川1號平交道（此站南邊的平交道）開始，把區間內6座平交道取消。在2011年（平成23年）12月17日（星期六）的首班列車起開始使用高架路段。
此外，在高架化後，中部國際機場方向的列車與河和線的列車之間的平面鐵路交叉取消。

## 列車
常滑、機場方向的普通列車，整日於此站為終點站（在下客後，會往前往本線名古屋一方的引上線，然後使用兩渡線進入1、2號月台。最後以不載客列車折返並駛往聚樂園站）。常滑、空港方向的普通列車中，部分會在此站（平日）或金山站（星期六及假日）出發。在星期六及假日設有從此站出發前往金山的普通列車。此外，部分列車會在此站結併與分離車廂（河和線的列車不可在此站結併與分離車廂）。來自名古屋的列車中，常滑、中部國際機場方向的列車使用第2層3、4號月台，河和線方向的列車使用第3層5、6號月台。
此站為了方便乘客來往常滑、中部國際空港方向與河和線方向的列車，在平日早上繁忙時間，快速急行4班和急行5班於聚樂園站特別停車，以補回緩急接續。回此，5號月台很少使用。
在河和線一方沒有引上線，因此同線的列車以此為終點站的列車不可直接折返。這些列車將會改變列車編號並繼續前往名古屋方向，隨後在聚樂園站、大江站變為不載客列車。当在從站出發往名古屋方向的列車中，除了河和方向的不載客列車或太田川站的載客列車外，均使用3、4號月台。

## 使用狀況
- 在中提及在2013年度，當時1日平均上下車人次為14,541人，在名鐵所有車站（275站）排名第23，常滑線、機場線、築港線（26站）中排名第3，河和線、知多新線（24站）中排名第1[16]。
- 在中提及在1992年度，當時1日平均上下車人次為17,711人，除岐阜市內線均一車費區間內各站（岐阜市內線、田神線、美濃町線徹明町站至琴塚站之間）外名鐵所有車站（342站）中排名第23，常滑線、築港線（24站）中排名第2，河和線、知多新線（26站）中排名第2[17]。
- 在中提及在1981年度，當時1日平均上下車人次為22,377人，在名鐵所有車站中排名第14[18]。
- 在東海市統計資料中，在2017年度1日平均上下車人次為19,445人[19]，在常滑線、空港線，僅次神宮前站、中部國際機場站排名第3，河和線排名第1。以下為近年1日平均上下車人次的列表：

| 年度               | 1日平均 上下車人次 |
| ------------------ | ------------------ |
| 2007年（平成19年） | 13,234             |
| 2008年（平成20年） | 13,176             |
| 2009年（平成21年） | 12,949             |
| 2010年（平成22年） | 13,218             |
| 2011年（平成23年） | 13,784             |
| 2012年（平成24年） | 14,192             |
| 2013年（平成25年） | 14,541             |
| 2014年（平成26年） | 14,818             |
| 2015年（平成27年） | 17,623             |
| 2016年（平成28年） | 18,566             |
| 2017年（平成29年） | 19,445             |

## 車站周邊
車站周邊的地名為東海市大田町，與車站名稱有所相異。而地名是取自附近的大田川。

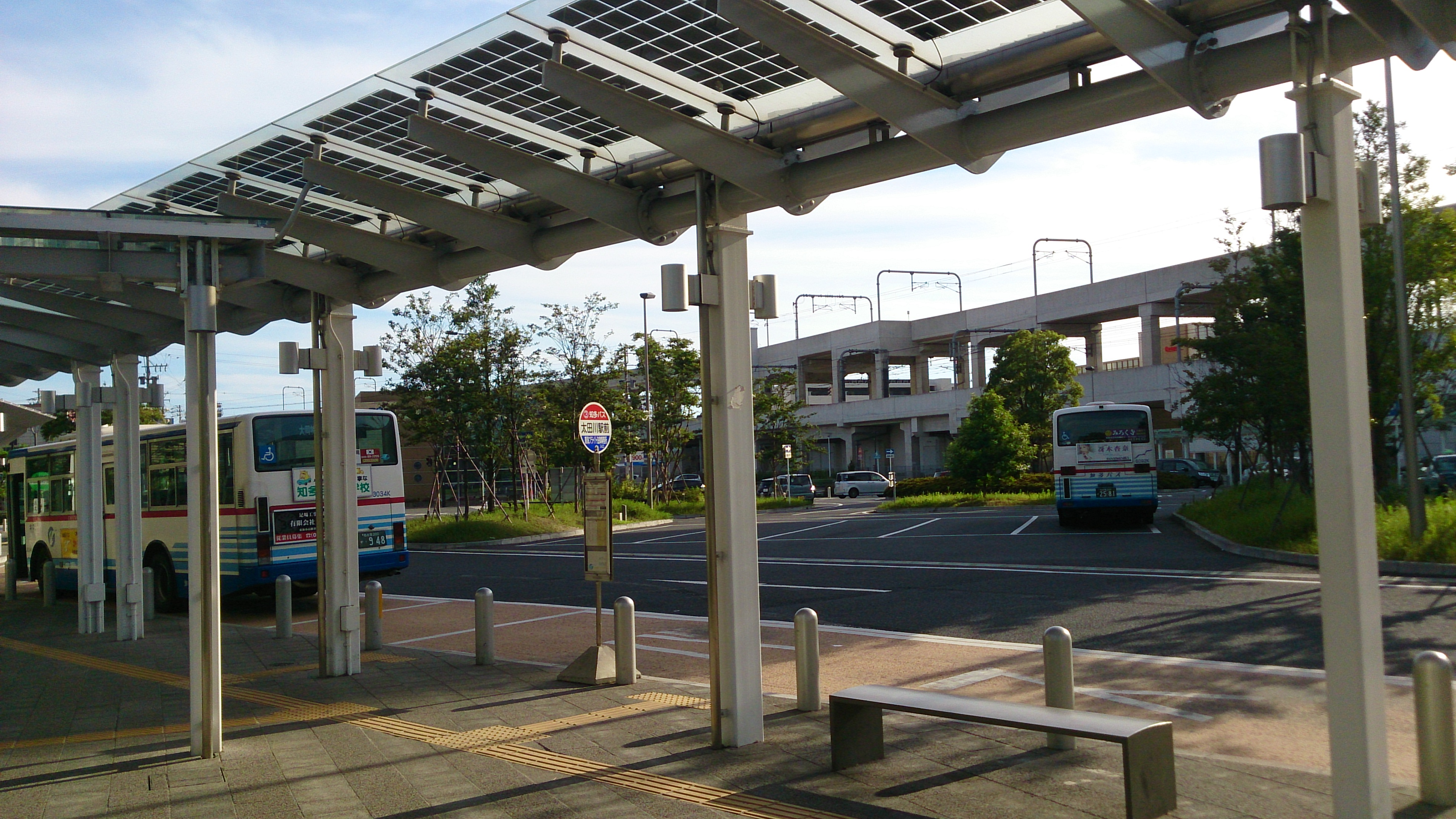
太田川站迴旋路

- 東海市政廳（巴士、的士需時5分鐘。步行需時12至15分鐘）
- 知多四國八十八箇所（日语：知多四国八十八箇所）第八十三號靈場 彌勒寺（日语：弥勒寺 (東海市)）（步行需時10分鐘，接近東海市政廳）
- 日本福祉大學東海校園（於西出口步行需時5分鐘）
- 愛知縣立東海商業高等學校（日语：愛知県立東海商業高等学校）
- 東海大田郵局
- RASPA太田川（日语：ラスパ太田川） - 西出口側的購物中心。Don Quixote UNY（日语：UDリテール）太田川店核心店舗。
- sorato太田川（日语：ソラト太田川） - 東出口側的商業設施。設有食品超市、100圓商店。
- Yuunaru東海（日语：ユウナル東海） - 東海市藝術劇場（日语：東海市芸術劇場）
- 護照中心（東海市、知多市） - 對象為東海市[20]和知多市居民[21]。

### 巴士路線
- 知多巴士（日语：知多乗合）
  - 往上野台、共和站
- 東海市循環巴士（Ranran巴士（日语：らんらんバス (東海市)））- 設有北、中、南路線
- 西知多綜合醫院（日语：西知多総合病院）穿梭巴士
- JR東海巴士、JR巴士關東
  - 夢知多號（日语：知多シーガル号） 往東名江田（日语：江田バスストップ）、東京站（日语：東京駅バスのりば）、新木場站、東京迪士尼樂園

另外，也設有日本製鐵名古屋鋼鐵廠各企業的通勤巴士運行。

## 相鄰車站
名古屋鐵道
  常滑線
□μ-SKY（從中部國際機場站於9時後出發的上行列車和所有下行列車）
通過
□μ-SKY（從中部國際機場站於9時前出發的上行列車）、■特急
神宮前（NH33）－太田川（TA09）－尾張橫須賀（TA10）
□快速急行
神宮前（NH33）－（部分停大江（TA03）、聚樂園站（TA07））－太田川（TA09）－尾張橫須賀（TA10）
■急行
大江（TA03）－（部分停大同町（TA04）、聚樂園（TA07））－太田川（TA09）－尾張橫須賀（TA10）
■準急
聚樂園（TA07）－太田川（TA09）－尾張橫須賀（TA10）
■普通
新日鐵前（TA08）－太田川（TA09）－尾張橫須賀（TA10）
  河和線
■特急
（神宮前方向－）太田川前（NH33）－（部分停南加木屋（KC03））－阿久比（KC08）
□快速急行|快速急行、■急行、■準急
（神宮前方向－）太田川前（NH33）－南加木屋（KC03）
、■普通
（神宮前方向－）太田川前（NH33）－高橫須賀（KC01）

## 注腳

## 外部連結
- 太田川 - 名古屋鐵道